# Ara Mina
Hazel Pascual Reyes, beter bekend als Ara Mina, (Manilla, 9 mei 1979) is een Filipijns actrice, model en zangeres.

## Biografie
Ara Mina werd op 9 mei 1979 in Manilla geboren. Haar moeder was actrice, model en schoonheidskoningin. Haar biologische vader was Chuck Mathay, een voormalig lid van het Huis van Afgevaardigden namens Quezon City. Tot het begin van haar showbizcarrière ging ze, vanwege de naam van haar stiefvader, door het leven als Hazel Pascual Reyes. De namen van haar zussen (Ara en Mina) gaven haar de inspiratie voor haar artiestennaam.
Hazel wilde al vroeg de showbusiness in. Al op zevenjarige leeftijd deed ze mee aan miss-verkiezingen, waarbij ze veelal ook moest zingen of acteren. Op 13-jarige leeftijd had ze haar eerste optreden in de tv-show 'That’s Entertainment'. Bovendien had ze in de eerste helft van de jaren negentig enkele bijrollen in films, zoals 'Kadenang bulaklak' en 'The Flor Contemplacion Story'. Gedurende de tweede helft van de jaren negentig werd ze, vanwege haar uiterlijk en uitstraling, gevraagd voor enkele erotisch getinte films zoals 'Init Sa Tag-ulan', 'Sagad Sa Init', 'Pahiram Kahit Sandali', 'Tatlo Magkasalo', 'Banatan', 'Phone Sex', en 'Maldita'. Ook werd ze in die tijd gefotografeerd als covergirl voor enkele Filipijnse mannenbladen, zoals FHM
In 2002 speelde ze een hoofdrol in de film Mano Po geregisseerd door Joel Lamangan. In deze film, die op het filmfestival van Manilla de prijs voor beste film won, speelde ze de rol van een Chinese vrouw, Richelle Go die verliefd wordt op een Filipijns man (gespeeld door Richard Gomez. Voor deze rol werd ze genomineerd voor de FAMAS Award voor beste actrice en een Gawad Urian Award voor beste actrice. Twee jaar later werd ze opnieuw (en ditmaal succesvol) genomineerd voor de FAMAS Award voor beste actrice, voor haar rol in 'Ang Huling Birhen Sa Lupa'.
Naast haar filmrollen is Ara Mina regelmatig te zien in diverse televisieshows. Zo behoort ze tot de regulier cast van de comedyshow 'Bubble Gang' van GMA 7. Ook treedt ze op als zangeres. Haar eerste single Ay Ay Ay Pag-ibig werd een grote hit. Sindsdien bracht ze nog enkele albums uit.
Naast actrice en zangeres is Ara Mina ook zakenvrouw. Zo was ze eigenaar van een Italiaanse restaurant Osteria 88 en is ze mede-eigenaar van Bubble Gang Toppings.

## Prijzen als filmactrice
- 2004 - ENPRESS Golden Screen Awards, beste actrice, Ang huling birhen sa lupa
- 2004 - FAMAS Award voor beste actrice, Ang huling birhen sa lupa